# Stanisław Suryn
Stanisław Sylwester Suryn (ur. 31 grudnia 1858 w Warszawie, zm. 11 lutego 1928) – generał dywizji Wojska Polskiego.

## Życiorys
Urodził się 31 grudnia 1858 w Warszawie, w rodzinie Onufrego Franciszka Suryna herbu własnego, majora armii rosyjskiej .
Po ukończeniu Nowgorodzkiego Korpusu Kadetów Grafa generała artylerii Aleksego Arakczejewa w Niżnym Nowogrodzie (ros. Нижегородский графа Аракчева Кадетский Корпус) wstąpił do Pawłowskiej Szkoły Wojskowej w Petersburgu. Naukę zakończył 22 maja 1877 (XIV promocja) i rozpoczął zawodową służbę wojskową w armii rosyjskiej. W latach 1904–1905 brał udział w wojnie rosyjsko-japońskiej. Dowodził kompanią karabinów maszynowych. Za osiągnięcia na polu walki awansowany na podpułkownika. 25 lutego 1912 mianowany dowódcą 6 Pułku Grenadierów Generała Marszałka Polnego Wielkiego Księcia Michała stacjonującego w Moskwie i wchodzącego w skład 2 Dywizji Grenadierów Korpusu Grenadierów. Na czele tego pułku brał udział w I wojnie światowej. Był trzykrotnie ranny. W 1915 został awansowany na generała majora ze starszeństwem z 27 sierpnia 1915 i mianowany dowódcą brygady w składzie 8 Dywizji Piechoty. Sprawował opiekę nad Legionem Puławskim za co był zwalczany przez gen. Mrozowskiego. 6 grudnia 1917 wyznaczony na stanowisko naczelnika rezerwy oficerów (inspektora Legii Rycerskiej), I Korpusu Polskiego w Rosji. Nie będąc akceptowanym przez Józefa Dowbor-Muśnickiego zrezygnował ze służby w korpusie. Kolejnym etapem w życiu generała była służba w Legionie Polskim w Finlandii.
16 stycznia 1919 przyjęty został do Wojska Polskiego z byłej armii rosyjskiej z zatwierdzeniem posiadanego stopnia generała majora ze starszeństwem z 27 sierpnia 1915 i zaliczony do Rezerwy Oficerów z dniem 9 stycznia tego roku. 26 marca 1919 powołany w skład komisji etatów. 15 maja 1919 został mianowany dowódcą 8 Dywizji Piechoty. 9 lipca 1919 zwolniony do Rezerwy armii. 30 grudnia 1919 został powołany do czynnej służby w Wojsku Polskim i przydzielony Oficerskiej Stacji Zbornej w Warszawie. 4 lutego 1920 został zwolniony z czynnej służby. 14 października 1920 został przewodniczącym Centralnej Komisji Kontroli Stanów przy MSWojsk.. 12 marca 1921 będąc w stanie spoczynku, w stopniu generała podporucznika, uzyskał prawo noszenia munduru. 26 października 1923 Prezydent RP Stanisław Wojciechowski zatwierdził go w stopniu generała dywizji. W 1925 otrzymał „prawo na przyjęcie i noszenie" Medalu Zwycięstwa („Médaille Interalliée”). Mieszkał w Łomży. Zmarł 11 lutego 1928.